# Tegalgunung
Tegalgunung is een bestuurslaag in het regentschap Blora van de provincie Midden-Java, Indonesië. Tegalgunung telt 2461 inwoners (volkstelling 2010).